# Bijan Mohammadi
Pour les articles homonymes, voir Mohammadi.
Bijan Mohammadi est un mathématicien français connu pour ses travaux en physique mathématique dans le domaine du calcul en mécanique des fluides, l'optimisation et le contrôle optimal.

## Biographie
Bijan Mohammadi soutient sa thèse en 1991 à l'Université Pierre-et-Marie-Curie sous la direction de Olivier Pironneau puis passe une année au Minnesota Supercomputing Institute.
Il intègre alors le centre INRIA de Paris-Rocquencourt dans les projets Génération Automatique de Maillages et Méthodes d’Adaptation (GAMMA), Méthodes Numériques pour les Sciences de l'Ingénieur (MENUSIN)  et Multi-Models and Numerical Methods (M3N).
En 1997 il est nommé professeur à l'Université de Montpellier. En 1998 il prend la tête du Groupe de Recherche (GDR) G0680 du CNRS, intitulé optimisation et contrôle actif de formes. En 2009 il est directeur de l’UMR n° 5149 qui deviendra l'institut montpelliérain Alexandre Grothendieck (IMAG).
Il devient directeur du Centre Européen de Recherche et de Formation Avancée en Calcul Scientifique (CERFACS) de 2010 à 2013, date à laquelle il redevient professeur à l'Université de Montpellier et chercheur à l'IMAG. Mohammadi dirige le centre Meso@LR de 2014 à 2019.
Mohammadi a été chercheur invité à l'université Stanford dans les laboratoires Stanford Microfluidics Laboratory et Center for Turbulence Research (en) et auditeur à l'Institut des Hautes Etudes de l'Entreprise. 
Bijan Mohammadi a été cofondateur de Bondzai, spécialisée en intelligence artificielle embarquée pour la maintenance prédictive industrielle.

## Travaux
Bijan Mohammadi a d'abord travaillé sur les écoulements turbulents et les méthodes de maillage avant de se tourner vers les problèmes inverses, en particulier l'optimisation de forme des aéronefs et de divers systèmes technologiques hydrodynamiques. Il a étendu son domaine d'applications à la physique médicale, l'économie, et l'apprentissage mathématique .

## Distinctions
- Prix CISI en Calcul Scientifique (1998).
- Membre honoraire de l'Institut Universitaire de France (2000)[9].
- Prix Aymé-Poirson de l'Académie des Sciences (2004).
- Prix Géo-Grenelle de l'environnement de l'Institut national de l'information géographique et forestière (IGN) avec Nicolas Bozon, Gérald Fenoy et Venkatesh Ragahavan[10],[11] (2008)
- Prix de l’innovation (2024) pour le projet « Deeplomath vers Bondzai »[12]

## Ouvrages
- (en) Bijan Mohammadi et Olivier Pironneau, Analysis of the K-Epsilon Turbulence Model, John Wiley & Sons, 1994 (ISBN 978-0-471-94460-7)
- Bijan Mohammadi et Jacques-Hervé Saïac, Pratique de la simulation numérique, Dunod, 2003 (ISBN 978-2-10-006407-6)
- (en) Bijan Mohammadi et Olivier Pironneau, Applied Shape Optimization for Fluids, Oxford, Oxford University Press, 2009, 277 p. (ISBN 978-0-19-954690-9, lire en ligne)